# Carl Rosa
Carl Rosa, właśc. Karl Nikolaus August Rose (ur. 22 marca 1842 w Hamburgu, zm. 30 kwietnia 1889 w Paryżu) – brytyjski skrzypek, dyrygent i impresario operowy pochodzenia niemieckiego.

## Życiorys
Był cudownym dzieckiem, jako 12-latek koncertował w Niemczech, Danii i Wielkiej Brytanii. W latach 1859–1863 odbył studia muzyczne w Lipsku i Paryżu. Od 1863 do 1865 roku był koncertmistrzem w Hamburgu. W 1866 roku dał koncert solowy w Crystal Palace w Londynie. Następnie wyjechał na tournée po Stanach Zjednoczonych, gdzie poznał śpiewaczkę Euphrosyne Parepę (1836–1874), którą poślubił w 1867 roku. Wspólnie z żoną założył trupę Parepa-Rosa Opera Company, z którą w latach 1869–1872 koncertował w Ameryce. Po powrocie ze Stanów Zjednoczonych osiadł w Londynie. Po śmierci żony założył Carl Rosa Opera Company, z którą wystąpił po raz pierwszy w 1875 roku, wystawiając Wesele Figara W.A. Mozarta w londyńskim Princess’s Theatre. Od 1883 roku regularnie występował w Theatre Royal przy Drury Lane.
Promował młodych śpiewaków i twórczość operową angielskich kompozytorów, m.in. Charlesa Villiersa Stanforda. Poprowadził angielskie premiery oper Richarda Wagnera Holender tułacz (1876), Lohengrin (1880) i Tannhäuser (1882), Mignon Ambroise’a Thomasa (1880) i Aidy Giuseppe Verdiego (1880).